# تالاتا وولونوندری
تالاتا وولونوندری (به لاتین: Talata Volonondry) یک منطقهٔ مسکونی در ماداگاسکار است که در آنالامانگا واقع شده‌است. تالاتا وولونوندری ۱۱۰ کیلومتر مربع مساحت و ۱۸٬۳۱۴ نفر جمعیت دارد و ۱٬۴۴۴ متر بالاتر از سطح دریا واقع شده‌است.